# Maurice Baillet
Maurice Jean Joseph Baillet (* 25. März 1923 in Bordeaux; † 4. Februar 1998 ebenda) war ein römisch-katholischer Geistlicher, Orientalist und Epigraphiker. Er gehörte zum Herausgeberteam der Schriftrollen vom Toten Meer.

## Leben und Lehre
Maurice Baillet besuchte die Schule Saint-Genès in Bordeaux und studierte 1939 bis 1941 Altgriechisch, Latein, französische Literatur und Philosophie an der Universität  Bordeaux, wo er mit einer licence ès lettres abschloss. Anschließend trat er ins Priesterseminar von Bordeaux ein und studierte von 1943 bis 1948 Theologie am Institut Catholique de Toulouse. Am 22. März 1947 wurde er von Erzbischof Maurice Feltin in Sacré-Coeur de Bordeaux zum Priester geweiht. Seine erste Gemeinde war in Saint-Ferdinand d’Acarchon, in einem während des Zweiten Weltkriegs stark zerstörten Ort. 1949/50 verbrachte Baillet ein Auslandsjahr an der Ruprecht-Karls-Universität Heidelberg. Er wurde nun Vikar an Saint-Germain l’Auxerrois in Paris und studierte an mehreren Pariser Hochschulen und Bildungseinrichtungen orientalische Sprachen (Akkadisch, Hebräisch, Aramäisch, Syrisch), klassisches und modernes Arabisch sowie Archäologie des Vorderen Orients. 
Mit einem Stipendium des Institut Catholique des Paris für die Jahre 1952 bis 1954 traf er daraufhin an der École biblique et archéologique française de Jérusalem ein. 1952 war just das Jahr, in dem zahlreiche antike Textfunde in den Höhlen nahe dem Toten Meer gemacht wurden, und Baillet bearbeitete ein Fragment einer Handschrift des biblischen Buchs Jeremia (2Q15) und ein Fragment des Aramäischen Levi-Dokuments (2Q24). Parallel dazu bereitete er sich auf die Lizentiatsprüfung in Bibelwissenschaften vor, die er am Päpstlichen Bibelinstitut 1954 ablegte. Roland de Vaux beauftragte ihn 1954 mit der Edition der Texte aus den Höhlen 2Q, 3Q (ohne die Kupferrolle) und 6Q. Für zwei Jahre kehrte er als Dozent nach Toulouse zurück und setzte 1957 seine Editionstätigkeit der Schriftrollen vom Toten Meer fort, die er 1958 abschloss. Zwischenzeitlich hatte de Vaux ihm auch die Texte aus den Höhlen 7Q bis 10Q übertragen. Baillet befasste sich also vor allem mit den Höhlen, in denen nur wenige und schlecht erhaltene Fragmente gefunden worden waren. Er trat später mehrfach der These entgegen, dass unter den griechischen Fragmenten aus Höhle 7Q Texte des Neuen Testaments seien.
Im Juni 1958 wurde Maurice Baillet auf Vorschlag Jean Starckys in das internationale Team aufgenommen, das die über 15.000 Textfragmente aus Höhle 4Q auswertete. Er erhielt hier von anderen Teammitgliedern Fragmente mit religionsgesetzlichen (halachischen) und liturgischen Texten. Als Claus-Hunno Hunzinger aus dem Team ausschied, übernahm Baillet 1971 auch dessen Texte, so dass sein Höhle-4Q-Pensum stetig anwuchs. Er schloss seine Textedition 1976 ab (sie erschien allerdings erst 1982 im Druck) und war damit zwar nachträglich ins Team gekommen, aber als erster mit seinen Texten fertig geworden. Außerdem hatte er die Fachwelt in Vorberichten über seine Arbeiten mehrfach zeitnah informiert. Er kehrte 1974 nach Frankreich ans Collège de France zurück, wo er am Institut für semitische Sprachen bis zum Directeur de Recherche (1984) aufstieg.
Bis zu seiner Emeritierung 1988 war Maurice Baillet Mitglied des Centre national de la recherche scientifique. Während seines Jerusalemaufenthalts entwickelte er ein besonderes Interesse für Religion und Kultur der Samaritaner. 1984 promovierte er in Lyon mit einer Arbeit über die Bibel, die Schriftrollen vom Toten Meer und die Samaritaner.
Den größten Teil seines Lebens wohnte Maurice Baillet in seinem Elternhaus in Bordeaux, wo er auch verstarb.

## Veröffentlichungen (Auswahl)
- Nouveaux phylacterès de Qumran (X Q Phyl 1–4). À propos d’une édition récente. In: Revue de Qumrân 7 (1970/71), S. 403–415.
- Les manuscrits de la grotte 7 de Qumran et le Nouveau Testament. In: Biblica 53 (1972), S. 508–516.
- Le calendrier samaritain. In: Revue Biblique 85/4 (1978), S. 481–499.
- Trois inscriptions samaritaines au Musée de l’École Biblique de Jérusalem. In: Revue Biblique 86/4 (1979), S. 583–593.